# Echeveria stolonifera
Echeveria stolonifera är en fetbladsväxtart som först beskrevs av Bak., och fick sitt nu gällande namn av Christoph Friedrich Otto. Echeveria stolonifera ingår i släktet Echeveria och familjen fetbladsväxter. Inga underarter finns listade i Catalogue of Life.

## Bildgalleri

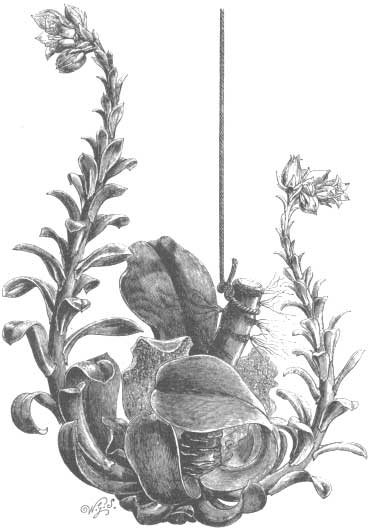
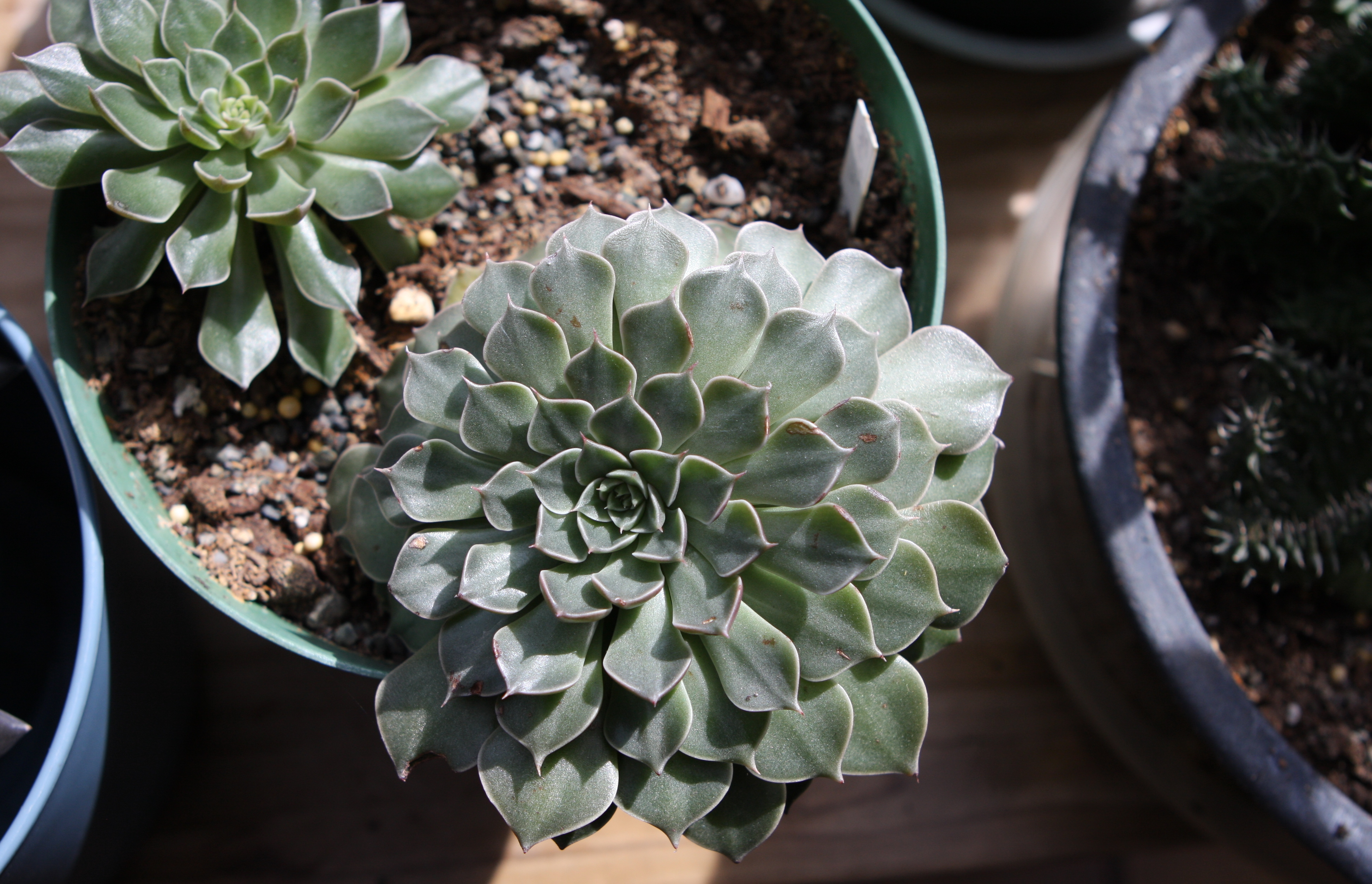